# زوریکو داویتاشویلی
زوریکو داویتاشویلی (گرجی: ზურიკო დავითაშვილი؛ زادهٔ ۱۵ فوریهٔ ۲۰۰۱) بازیکن فوتبال اهل گرجستان است.
از باشگاه‌هایی که در آن بازی کرده است می‌توان به باشگاه فوتبال روبین کازان و باشگاه فوتبال دینامو تفلیس اشاره کرد.
وی همچنین در تیم‌های ملی فوتبال زیر ۲۱ سال گرجستان، و گرجستان بازی کرده است.